# USS Calcaterra (DE-390)
USS Calcaterra (DE-390) là một tàu hộ tống khu trục lớp Edsall từng phục vụ cùng Hải quân Hoa Kỳ trong Chiến tranh Thế giới thứ hai. Nó là chiếc tàu chiến duy nhất của Hải quân Hoa Kỳ được đặt cái tên này, theo tên hạ sĩ quan kỹ thuật Herbert A. Calcaterra (1920-1942), người từng phục vụ cùng tàu ngầm Pompano (SS-181), đã tử thương trong một hoạt động tấn công tàu tuần tra Nhật Bản vào ngày 4 tháng 9, 1942 và được truy tặng Huân chương Ngôi sao Bạc. Nó đã phục vụ cho đến khi chiến tranh kết thúc, xuất biên chế năm 1946, rồi được xếp lại lớp như một tàu hộ tống khu trục cột mốc radar DER-390 để tiếp tục phục vụ từ năm 1955 đến năm 1973. Con tàu cuối cùng bị bán để tháo dỡ vào năm 1974.

## Thiết kế và chế tạo
Lớp Edsall có thiết kế hầu như tương tự với lớp Cannon dẫn trước; khác biệt chủ yếu là ở hệ thống động lực Kiểu FMR do được trang bị động cơ diesel Fairbanks-Morse dẫn động qua hộp số giảm tốc đến trục chân vịt. Đây là cấu hình động cơ được áp dụng rộng rãi trên tàu ngầm, được chứng tỏ là có độ tin cậy cao hơn so với lớp Cannon.
Vũ khí trang bị bao gồm ba pháo 3 in (76 mm)/50 cal trên tháp pháo nòng đơn có thể đối hạm hoặc phòng không, một khẩu đội pháo phòng không Bofors 40 mm nòng đôi và tám pháo phòng không Oerlikon 20 mm. Vũ khí chống ngầm bao gồm một dàn súng cối chống tàu ngầm Hedgehog Mk. 10 (có 24 nòng và mang theo 144 quả đạn); hai đường ray Mk. 9 và tám máy phóng K3 Mk. 6 để thả mìn sâu. Con tàu vẫn giữ lại ba ống phóng ngư lôi Mark 15 21 inch (533 mm), và được trang bị radar SC dò tìm không trung và mặt biển. Thủy thủ đoàn đầy đủ bao gồm 186 sĩ quan và thủy thủ.
Calcaterra được đặt lườn tại xưởng tàu của hãng Brown Shipbuilding ở Houston, Texas vào ngày 28 tháng 5, 1943. Nó được hạ thủy vào ngày 18 tháng 8, 1943, được đỡ đầu bởi bà G. M. Stites, và nhập biên chế cùng Hải quân Hoa Kỳ vào ngày 17 tháng 11, 1943 dưới quyền chỉ huy của Hạm trưởng, Thiếu tá Tuần duyên Henry Jacob Wuensch.

## Lịch sử hoạt động

### 1944 - 1946
Sau khi hoàn tất việc chạy thử máy huấn luyện tại khu vực Bermuda, Calcaterra làm nhiệm vụ hộ tống các đoàn tàu vận tải vượt Đại Tây Dương đi sang các cảng Bắc Phi và Địa Trung Hải. Trong giai đoạn từ ngày 13 tháng 2, 1944 đến ngày 10 tháng 6, 1945, con tàu đã hoàn tất tám chuyến hộ tống vận tải khứ hồi vượt đại dương.
Sau khi chiến tranh kết thúc tại Châu Âu, Calcaterra chuẩn bị để được điều động sang khu vực Mặt trận Thái Bình Dương. Nó khởi hành vào ngày 9 tháng 7, nhưng vẫn đang trên đường hướng sang Trân Châu Cảng khi Nhật Bản chấp nhận đầu hàng vào ngày 15 tháng 8, giúp chấm dứt vĩnh viễn cuộc xung đột. Vì vậy con tàu vận chuyển hành khách quay trở về vùng bờ Tây trước khi tiếp tục đi sang vùng bờ Đông. Nó được cho xuất biên chế tại Green Cove Springs, Florida vào ngày 1 tháng 5, 1946, và được đưa về Hạm đội Dự bị Đại Tây Dương.

### 1955 - 1973
Sau gần mười năm bị bỏ không trong thành phần dự bị, Calcaterra được dự định được cải biến thành một tàu hộ tống khu trục cột mốc radar. Nó được kéo đến Xưởng hải quân Norfolk ở Norfolk, Virginia để được đại tu và hiện đại hóa, rồi được xếp lại lớp và mang ký hiệu lườn mới DER-390 vào ngày 28 tháng 10, 1954. Con tàu được tái biên chế trở lại tại Norfolk, Virginia vào ngày 12 tháng 9, 1955.
Đặt căn cứ tại Newport, Rhode Island, Calcaterra phục vụ như cột mốc radar trong Đường cảnh báo sớm từ xa - (DEW: Distant Early Warning) Line - dọc theo vùng bờ Đông nhằm cảnh báo sớm khả năng bị máy bay ném bom chiến lược hay tên lửa đạn đạo đối phương tấn công. Xen kẻ với những chuyến tuần tra cảnh báo sớm kéo dài từ hai đến bốn tuần, nó cũng tham gia các cuộc tập trận hạm đội tại Đại Tây Dương và vùng biển Caribe, và cũng từng thực hiện một chuyến viếng thăm Châu Âu từ tháng 8 đến tháng 10, 1958 để viếng thăm Antwerp, Bỉ. Con tàu tiếp tục nhiệm vụ này cho đến năm 1960.
Từ ngày 26 tháng 8, 1965 đến ngày 28 tháng 4, 1966, Calcaterra được cử tham gia Chiến dịch Deep Freeze nhằm hỗ trợ hoạt động nghiên cứu khoa học tại châu Nam Cực. Nó thực hiện các chuyến đi quan trắc thời tiết và hỗ trợ dẫn đường điện tử cho các chuyến bay vận chuyển nhân sự và thiết bị giữa Christchurch, New Zealand và Trạm McMurdo, Nam Cực, rồi khi quay trở về đã thực hiện một chuyến vòng quanh thế giới. Nó lại có một lượt tham gia Chiến dịch Deep Freeze khác từ ngày 21 tháng 8, 1967 đến ngày 3 tháng 5, 1968; và xen kẻ giữa hai lượt hoạt động này, vào tháng 6, 1966, con tàu chuyển cảng nhà đến Key West, Florida trong thành phần Đội khu trục 601 để hoạt động cùng Trường Sonar Hạm đội.
Calcaterra được cho xuất biên chế lần sau cùng tại Key West vào ngày 2 tháng 7, 1973, đồng thời được rút tên khỏi danh sách Đăng bạ Hải quân. Cuối cùng con tàu bị bán để tháo dỡ vào ngày 14 tháng 5, 1974.

## Phần thưởng
Nguồn: Navsource Naval History
|  |  |  |
|  |  |  |
|  |  |  |

| Đơn vị Tuyên dương Anh dũng Hải quân  |                                                    |                                           |
| Huân chương Chiến dịch Hoa Kỳ         | Huân chương Chiến dịch Châu Âu-Châu Phi-Trung Đông | Huân chương Chiến thắng Thế Chiến II      |
| Huân chương Phục vụ Phòng vệ Quốc gia | Huân chương Phục vụ Nam Cực                        | Huân chương Viễn chinh Lực lượng Vũ trang |